# Zdoňov

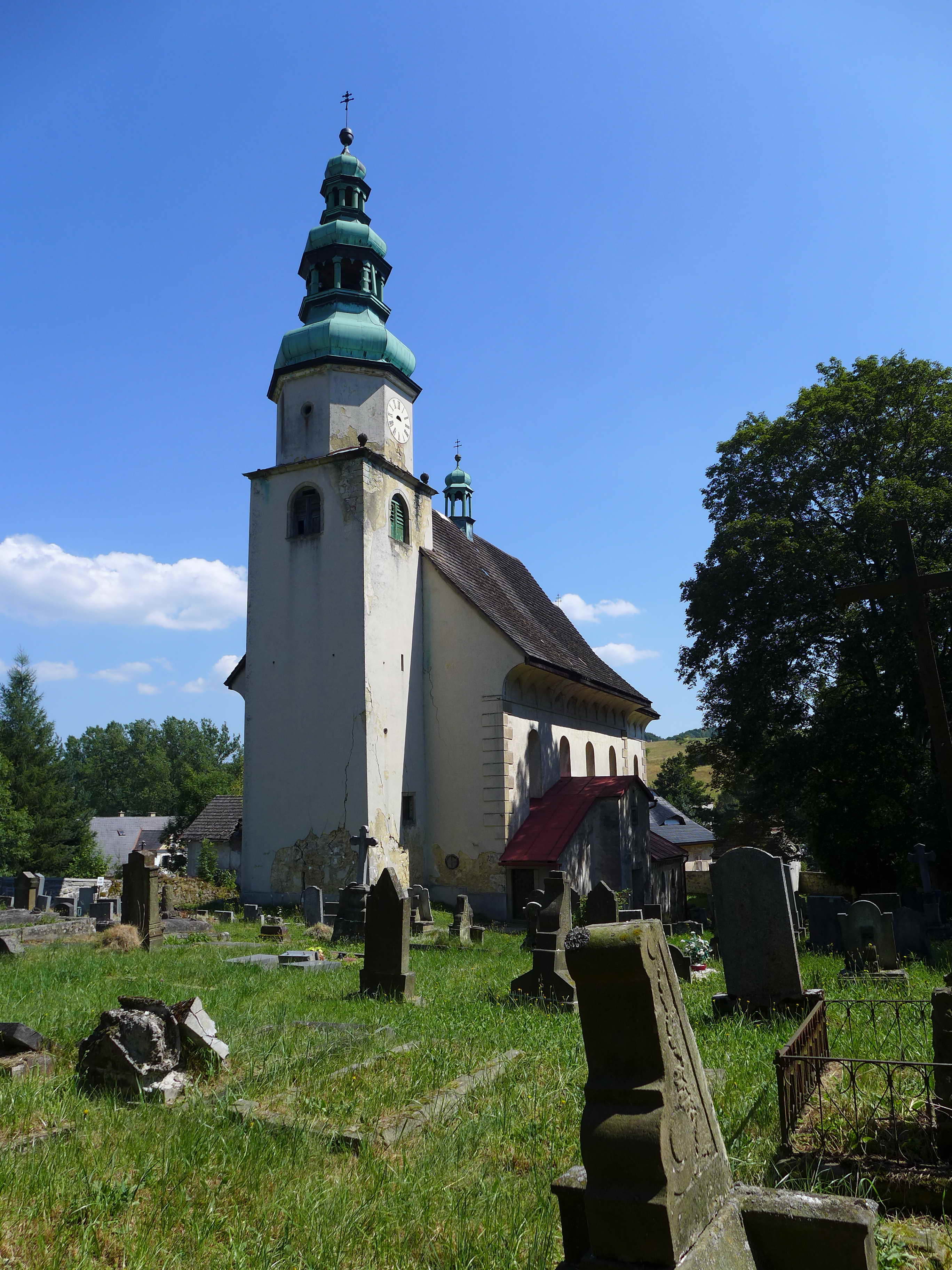
Kirche der hl. Dreifaltigkeit

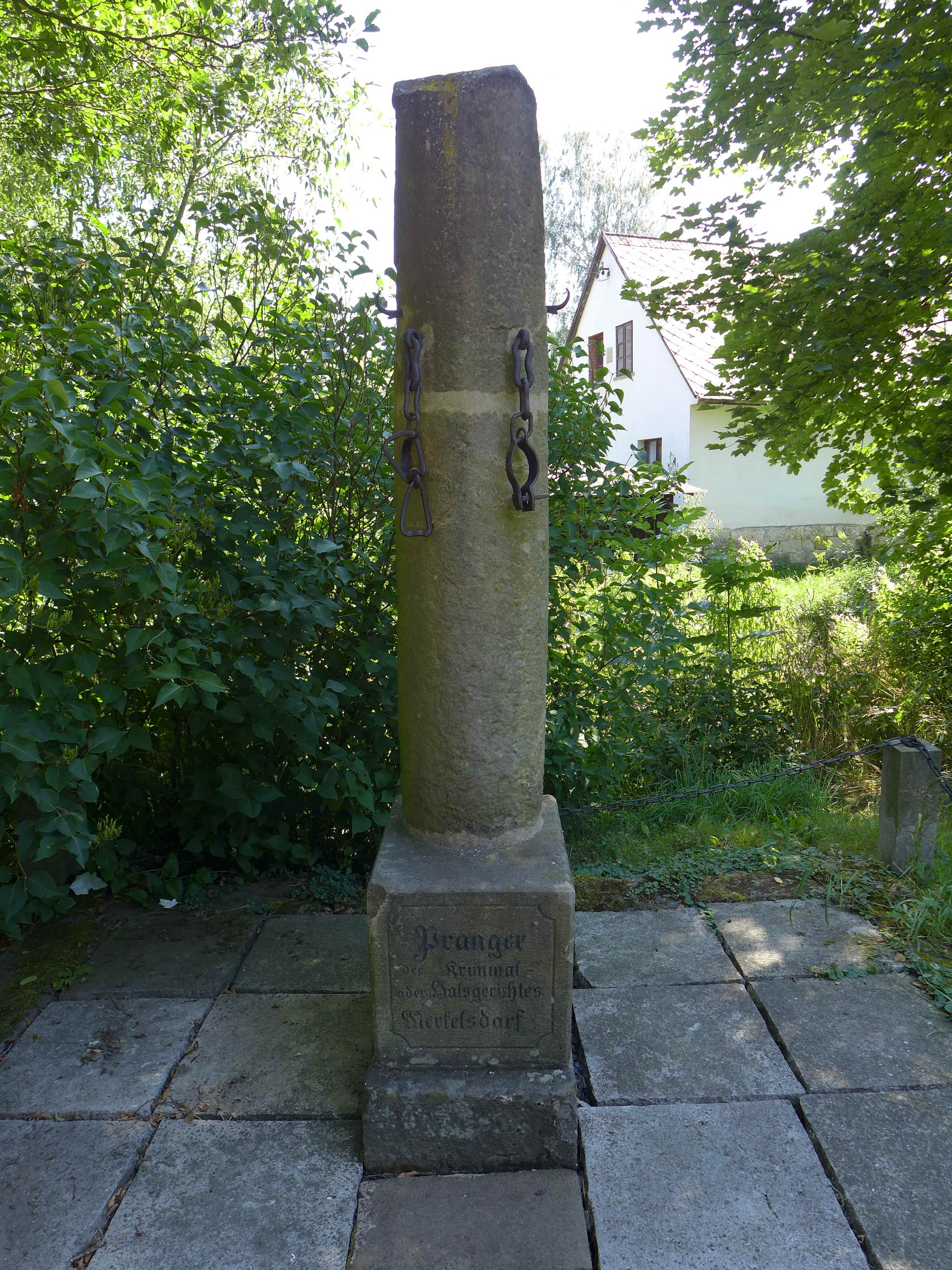
Pranger

Zdoňov (deutsch Merkelsdorf) ist ein Ortsteil der Gemeinde Teplice nad Metují im Okres Náchod in Tschechien.

## Geographie
Zdoňov liegt im nördlichen Braunauer Bergland im Tal des Merkelsdorfer Baches (Zdoňovský potok), einem linken Nebenfluss der Metuje (Mettau). Nachbarorte sind Meziměstí und Vernéřovice im Osten, Horní Teplice (Oberweckelsdorf) im Südosten und Janovice (Johnsdorf) sowie Hodkovice im Südwesten. Im Norden liegt an der Grenze zu Polen das untergegangene Dorf Libná, jenseits der Grenze liegen Kochanów im Norden, Mieroszów im Nordosten, Golińsk im Osten und Chełmsko Śląskie im Westen. Im Süden befinden sich die Adersbach-Weckelsdorfer Felsenstadt sowie die Ruine der Burg Skály.

## Geschichte
Merkelsdorf wurde erstmals 1288 als „Merkelinsdorff“ erwähnt, als es der Ritter Witiko von Aupa/Alt Trautenau dem Herzog Bolko I. von Schweidnitz verkaufte. Letzterer schenkte es ein Jahr später zusammen mit den Dörfern „Blaseysdorff“ und „Caczbach“ dem Kloster Grüssau, das damals eine Propstei des böhmischen Benediktinerklosters Opatowitz war. In der Stiftungsurkunde des anstelle der Benediktinerpropstei von Bolko I. gegründeten Zisterzienserklosters von 1292 ist „Merkelinsdorff“ nicht mehr enthalten. Für das Jahr 1350 wird es jedoch als eine zum Burgbezirk Freudenburg gehörende Ortschaft aufgezählt. Zwischen 1351 und 1359 gelangte Merkelsdorf an Hynek und Hynáček von Dubá auf Wiesenburg. Sie verkauften Merkelsdorf zwischen 1377 und 1382 zur Herrschaft Adersbach, die vermutlich seit 1368 im Besitz des Hayman (Hynek) von Dubá auf Náchod war. Seit 1749 ist eine Schule nachgewiesen, 1785 und 1876 wurden neue Schulgebäude errichtet.
Nach der Aufhebung der Patrimonialherrschaften bildete Merkelsdorf ab 1850 eine Gemeinde im Bezirk Braunau bzw. im Gerichtsbezirk Politz. Nach der Gründung des Gerichtsbezirks Wekelsdorf war Merkelsdorf Teil des neu geschaffenen Gerichtsbezirks. 1869 erfolgte eine Regulierung der Grenze gegenüber dem damals preußischen Schlesien. Von wirtschaftlicher Bedeutung war neben der Landwirtschaft ab etwa 1830 die Flachsverarbeitung, die in den 1920er Jahren zum Erliegen kam. Ende des 19. Jahrhunderts wurden in Merkelsdorf vier Sandsteinbrüche betrieben. Am 14. Juli 1932 richtete ein Unwetter großen landwirtschaftlichen Schaden an.
Nach dem Münchner Abkommen 1938 wurde Merkelsdorf, das überwiegend deutsch besiedelt war, dem Deutschen Reich zugeschlagen und gehörte bis 1945 zum Landkreis Braunau. In den Jahren 1945 und 1946 erfolgte die Vertreibung der deutschen Bewohner. 1949 wurde Libná eingemeindet. Seit dem 30. April 1976 ist Zdoňov ein Ortsteil von Teplice nad Metují.
Für das Jahr 1885 wurden 1.374 Einwohner gezählt. Danach war die Einwohnerzahl rückläufig. 1920 waren es 1.241, 1939 966 und 1961 nur noch 300 Einwohner. 1991 hatte der Ort 175 Einwohner. Im Jahre 2001 bestand das Dorf aus 103 Wohnhäusern, in denen 158 Menschen lebten.

## Sehenswürdigkeiten
- Die Kirche der Hl. Dreifaltigkeit wurde im Stil der Gotik errichtet und später im Stil der Renaissance umgebaut. Sie ist von einem Friedhof umgeben.
- Das Pfarrhaus befindet sich in einem schlechten baulichen Zustand.
- Steinerner Pranger
- Westlich des Dorfes auf dem  Heiligen Berg wurde 1667 an der Stelle einer Kapelle eine Marien-Wallfahrtskirche erbaut. Im Rahmen der Josephinischen Reformen wurde sie 1786 geschlossen und die Inneneinrichtung öffentlich versteigert. Die Särge aus der Kolowratschen Familiengruft wurden in die Pfarrkirche überführt. Ruinen sind noch erhalten.
- Kapelle des hl. Johannes von Nepomuk, im Töpfergrund zwischen dem Heiligen Berg und dem Holsterberg